# Тырна
Тырна (болг. Търна) — село в Болгарии. Находится в Кырджалийской области, входит в общину Ардино. Население составляет 67 человек.

## Политическая ситуация
В местном кметстве Долно-Прахово, в состав которого входит Тырна, должность кмета (старосты) исполняет Ахмед Рамадан Емин (Движение за права и свободы (ДПС)) по результатам выборов правления кметства.
Кмет (мэр) общины Ардино — Ресми Мехмед Мурад (Движение за права и свободы (ДПС)) по результатам выборов в правление общины.